# مقبرة الدولة التركية
مقبرة الدولة (بالتركية: Devlet Mezarlığı) هي مقبرة وطنية وعسكرية في مدينة أنقرة التركية، تحتوي على قبور رؤساء تركيا ورفاق السلاح المقربين رفيعي المستوى، مصطفى كمال أتاتورك مؤسس الجمهورية التركية في حرب الاستقلال التركية.

## التاريخ
تم إنشاء المقبرة بموجب قانون مؤرخ في 10 نوفمبر 1981. تقع المقبرة حول «كارادينيز هافوزو» (مسبح البحر الأسود) على أساس «أتاتورك أورمان شيفتليزي» (مزرعة أتاتورك فورست) في أنقرة. قام المهندس المعماري أوزغور أجاويد والمهندس الزراعي أكرم غورنلي، الذي فاز بالمسابقة التي نظمتها وزارة الدفاع الوطني في عام 1982 بتصميم المقبرة.
افتتحت المقبرة في 30 أغسطس 1988 بحفل جنازة رسمية لجثتي الرئيسين جمال كورسل وجودت صوناي، اللتين تم نقلهما مع 61 من قادة حرب الاستقلال. حضر حفل الافتتاح الرئيس كنعان أورن ورئيس الوزراء توركوت أوزال وقادة الأحزاب السياسية الممثلة في البرلمان، إردال إينونو (الحزب الشعبوي الديمقراطي الاجتماعي) وسليمان ديميريل (حزب الطريق القويم)، وأعضاء مجلس الرئاسة.
تدار المقبرة من قبل وزارة الدفاع الوطني.

## الحديقة التذكارية
تعد المقبرة حديقة تذكارية بمساحة 536,000 متر مربع مفتوحة للجمهور، منها 180,000 متر مربع مخططة والباقي مساحة خضراء. تم ترميم مسبح البحر الأسود في عام 1931 بأمر من أتاتورك أثناء إنشاء مقبرة الدولة. تعمل المنطقة المحيطة بالمسبح اليوم كمنتزه ترفيهي.

## المقبرة
يقع مكان مراسم الجنازة داخل حدود المقبرة، وهو مزين بمجموعتين من المنحوتات على كلا الجانبين تظهر مشاهد من حرب الاستقلال. ويوجد هيكل مثمن على شكل منزل اليورت التركي، يسمى "Simge" (الرمز)، في نهاية مكان الجنازة، والذي يعمل كمأوى ضد الضوء الساطع أو الحرارة أو هطول الأمطار.

## المتحف
داخل المقبرة، يعرض المتحف مقتنيات شخصية وصور ووسائل إعلام مطبوعة للدفن. وهو مفتوح أيام الأسبوع باستثناء يومي الاثنين والثلاثاء.

## المدفونون في المقبرة
الشخصيات التي يحق لها أن تدفن في مقبرة الدولة هم طبقًا للقانون، رؤساء الدولة وقادة حرب الاستقلال فقط. في نوفمبر 2006 مدد قانون برلماني قائمة الأشخاص إلى رؤساء الوزراء والمتحدثين في البرلمان لتمكين دفن رئيس الوزراء السابق بولنت أجاويد في مقبرة الدولة، الذي توفي في 5 نوفمبر 2006. في يناير 2020، وافقت جميع الأطراف على دفن رهشان أجاويد في مقبرة الدولة، مما يجعلها أول مدنية تدفن.

### الرؤساء
- جمال كورسل، الرئيس الرابع
- جودت صوناي، الرئيس الخامس
- فخري كوروترك، الرئيس السادس
- كنعان أورن، الرئيس السابع

### رؤساء الوزراء
- بولنت أجاويد

### رؤساء البرلمان
- عصمت سيزجين
- فيروه بوزبيلي

### القادة
1. فوزي جاكماق
2. علي فؤاد باشا
3. جواد تشوبانلي
4. يعقوب شوقي باشا
5. كاظم فكري أوزالب
6. كاظم كارابكر
7. خالد كارسيلن
8. علاء الدين كوفال

### أخرى
1. رهشان أجاويد

## روابط خارجية
- الموقع الرسمي لمقبرة الدولة (بالتركية)